# خورشیدگرفتگی ۱۶ آوریل ۱۸۷۴
خورشیدگرفتگی ۱۶ آوریل ۱۸۷۴ (به انگلیسی: Solar eclipse of 16 April 1874) یک خورشیدگرفتگی از نوع خورشیدگرفتگی کلی بود. این خورشیدگرفتگی در تاریخ ۱۶ آوریل ۱۸۷۴ روی داد که زمان اوج آن، ساعت ۱۴:۰۰:۵۳ به‌وقت ساعت هماهنگ جهانی بوده‌است. مدت‌زمان و طول این خورشیدگرفتگی ۰۴ دقیقه و ۱۱ ثانیه بود.